# Rottweiler
Rottweiler hay còn gọi là rốt hoặc rotti là một giống chó có nguồn gốc từ Đức được dùng như loại chó chăn gia súc nhưng thường được huấn luyện để trở thành chó nghiệp vụ. Chúng còn là những con chó chiến đấu tốt và có khả năng chịu đựng được các vết thương. Rottweiler còn là loài chó khoẻ mạnh, thông minh. Dù trông vẻ ngoài to xác và dữ dằn nhưng chúng biết nghe lời và là những chú chó bảo vệ tốt. Chúng ít thân thiện với người lạ nhưng với người quen lại tỏ ra dễ mến. Chúng là giống chó khá điềm tĩnh.
Nhìn chung, Rottweiler là một giống chó mạnh mẽ với thói quen sống bầy đàn và bản năng bảo vệ. Hành vi nguy hiểm tiềm tàng trong Rottweiler thường do sự vô trách nhiệm, lạm dụng, bỏ bê, thiếu huấn luyện của con người. Tuy nhiên, sức mạnh của Rottweiler không nên bỏ qua vì chúng là một trong những giống chó nguy hiểm, lực cắn của chúng có thể lên đến 136 kg. Rottweiler là một giống chó khá phổ biến nhưng giá bán của nó lại lên đến 3.000 USD đối với mỗi con.

## Tổng quan
Rottweiler được mang tên một thị trấn miền nam nước Đức, nơi phát hiện ra giống chó này. Giống chó Rottweiler có nguồn gốc từ giống chó ngao Ý. Chúng được lai tạo tại thành phố Rottweil bang Wurttemberg, Đức và xuất hiện lần đầu tiên vào năm 1800, giống chó mới này dần dần trở nên nổi tiếng vào những năm giữa thể kỷ 20 nhờ các nhà lai tạo giống ở Stuttgart. Trong lịch sử, chúng được dùng như loại chó chăn gia súc. Tổ tiên của nó là loài có cổ xưa từ thời La Mã, phục vụ cho quân đội trong chiến tranh, săn bắn thời trung cổ hay kéo xe thồ chở sửa thay thế cho ngựa hoặc chăn giữ cừu là những điều con người tận dụng được từ loài chó này, từ 1910 cho đến nay giống cho này được chính thức công nhận là chó cảnh sát. Như vậy, ban đầu nó được sử dụng để chăn gia súc, mặc dù cuối cùng nó được huấn luyện để trở thành một con chó có thể được sử dụng cho nhiệm vụ tìm kiếm và giải cứu, hướng dẫn cho người mù hoặc là cảnh sát và chó bảo vệ.
Các đặc tính, ưu điểm tiêu biểu của giống chó này là khả năng theo dõi, chăn dắt gia súc, canh gác, bảo vệ, chó cảnh sát, kéo xe và chó chiến đấu. Đây là giống chó có thể phục vụ trong những công việc đặc biệt, nó có những tính cách mạnh mẽ, Ngày nay, Rottweiler được sử dụng trong việc canh gác, tìm kiếm, bảo vệ, trinh sát của lực lượng cảnh sát và bộ đội biên phòng, ở nhiều nước giống chó này được coi như một người bạn, một phương tiện canh gác, giữ nhà, nhìn chung chung là hiền lành và điềm tĩnh, mặc dù nó có thể không chào đón người lạ vì những bản năng lãnh thổ và canh gác.

## Đặc điểm
Rottweiler là một con chó cỡ lớn, không quá nặng cũng không quá nhẹ, không quá cơ bắp cũng không gầy yếu. Một con chó tiêu chuẩn là thân hình phải mạnh mẽ và rắn chắc, cho thấy toàn bộ sức mạnh, tính linh hoạt và tính điềm tĩnh.

### Kích cỡ
Đặc điểm nổi bật của giống chó này là tầm vóc lớn, có hình dáng cân đối và vững chắc. Rottweiler có thân hình to lớn và mạnh mẽ. Hệ cơ bắp chúng phát triển rất tốt, tuy vậy không ảnh hưởng đến tính nhanh nhẹn của chúng.
Theo tiêu chuẩn Rottweiler của FCI, giống thuần chủng (cỡ  trung bình- đại) có chiều cao (tính đến điểm cao nhất giữa 2 bả vai- còn gọi là u vai) từ 61 – 69 cm (24 - 27 inches) với con đực, từ 56–63 cm (22 – 25 inches) với con cái. Chúng cân nặng từ 50 kg đến 60 kg (110 and 132 lbs) với con đực trưởng thành, từ 35 kg đến 48 kg (77 and 105 lbs) với con cái trưởng thành. Cân nặng phải cân xứng với chiều cao. Chiều dài thân, tính từ xương ức đến xương ụ ngồi không vượt quá chiều cao tính đến vai, nhiều nhất là 15%.
Đầu của nó có dạng hình cầu, khoảng cách giữa hai tai lớn, mõm to bè. Mắt có màu nâu đen rất linh hoạt, có đốm vàng ở gò má trên mắt, mõm, bốn chân. Đầu chúng to và nặng. Trán tròn, cổ có chiều dài trung bình, rất cơ bắp, hơi cong, không có phần da bùng nhùng dưới cổ. Hàm rất phát triển và rất khoẻ, cộng với hàm răng khoẻ và sắc bén, hàm trên và hàm dưới rộng và khỏe, bộ răng hoàn chỉnh gồm 42 răng, mặt cắt kéo, răng cửa hàm trên gối lên hàm dưới.

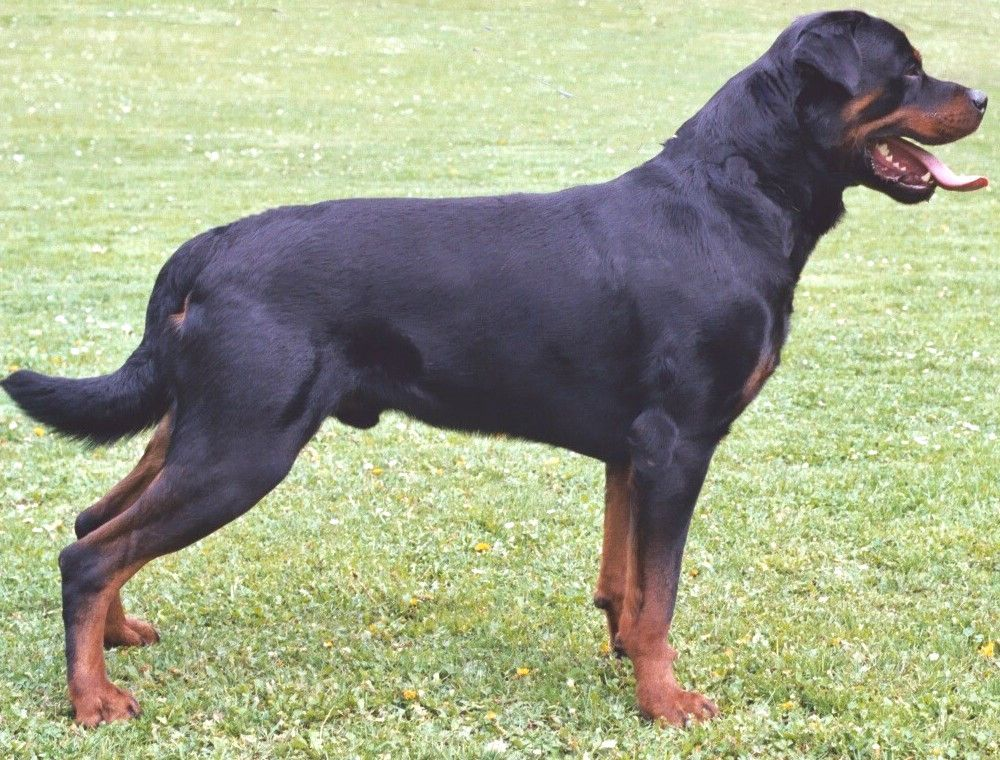
Tổng thể một con chó Rotti

Lưng chúng thẳng, khỏe, vững chắc. Hông ngắn, khỏe và sâu. Mông rộng có chiều dài trung bình, hơi tròn, không phẳng cũng không gầy. Ngực nở,rộng và sâu (ước chừng 50% chiều cao vai) phần ngực trước rất phát triển. Bụng: phần eo không tóp lại. Mắt có màu sẫm luôn biểu hiện thiện chí và trung thành, phục tùng. Tai hình tam giác, luôn hướng về phía trước. Mũi đen và to. Môi có màu đen và thậm chí phần phía trong của mõm cũng có màu sẫm. Vai rất phát triển. Cẳng tay rất cơ bắp và phát triển.

### Thể chất
Rottweiler sống lâu khoảng 10 - 12 năm. Trước đây, chó Rot thường được bấm bỏ đuôi khi mới sinh ra. Thông thường khi mới sinh người ta thường bấm bỏ móng chân bên cạnh cùng với lúc bấm đuôi. Hiện nay, việc cắt đuôi này đã bị cấm. Bộ lông ngắn, cứng và khá dày. Chúng có bộ lông hấp dẫn và có tính di truyền tốt. Thông thường có màu đen pha nâu ở các phần má, mõm, chân và bàn chân.
Đôi khi có thể gặp các cá thể có màu hung đỏ pha nâu. Rất hiếm gặp màu lông sáng hơn. Chó Rot cái thường rất mắn đẻ, có trường hợp sinh được 12 chó con. Các bệnh có thể gặp như chúng dễ gặp các căn bệnh liên quan đến di truyền và huyết thống, dễ ngáy, hay bội thực nếu ăn nhiều, dễ mắc bệnh quặm mắt. Bộ lông mượt và ngắn dễ chăm sóc, chỉ tắm cho chúng khi cần thiết.

### Dị dạng
Những con chó rốt có những biểu hiện sau đây được xem là dị dạng như đầu kiểu đầu chó săn hẹp, quá ngắn, quá dài hay thô, trán phẳng đầu quá nhỏ. Trán dài hoặc mõm nhọn, mũi phân nhánh, mũi khoằm, mũi có màu nhạt hay có đốm. Môi lòng thòng, có màu hồng hoặc lốm đốm, khóe miệng có thể nhìn thấy được. Hàm hẹp, gò má lộ rõ rệt. Mặt cắn của răng có hình mặt cắn càng cua. Tai nằm dưới thấp, dài và nặng nề, lỏng chỏng, hướng ra sau. Tai vểnh hoặc không đối xứng.
Mắt màu nhạt, sâu hay tròn. Cổ quá dài, ốm thiếu cơ bắp hay có yếm. Thân quá dài, quá ngắn hay quá hẹp. Lưng quá dài, yếu ớt lưng võng hay cong lên, mông quá dốc, quá ngắn phẳng hay quá dài.
Ngực quá phẳng hoặc quá tròn. Đuôi không được quá cao cũng như quá thấp. Chân trước hẹp hoặc vòng kiềng. Vai quá dốc. Cánh tay trên quá ngắn thẳng, dài. Cổ chân yếu và thẳng. Bàn chân bè ra. Ngón chân quá thẳng hoặc cong. Ngón chân méo mó. Móng chân có màu nhạt. Chân sau đùi phẳng, khuỷu chân quá sát. Khuỷu chân hẹp (cow hock) hay khuỷu mở rộng. Có móng đeo.
Da không được có lớp da nhăn trên đầu. Bộ lông mềm, quá ngắn hay quá dài, lông xoăn, không có lớp lông bên dưới. Màu lông các vệt nâu sai chỗ, không rõ ràng, quá dàn trãi, chó đực mang vẻ chó cái hay chó cái mang vẻ chó đực. Tính cách bồn chồn, nhút nhát, sợ súng, hoang dã và nguy hiểm, thận trọng quá đáng, hồi hộp. Quặm mắt, mắt có màu vàng, hai mắt khác màu. Răng hô hay móm, mất một trong các răng răng cửa, răng nanh, răng tiền hàm, răng hàm. Lông dài hay quăn. Màu lông khi chó có màu khác với màu của Rottweiler chuẩn. Đuôi: đuôi xoắn lại, đuôi vòng, đuôi lệch qua một bên.

## Ưu điểm
Chó rốt có những ưu điểm quan trọng sau:

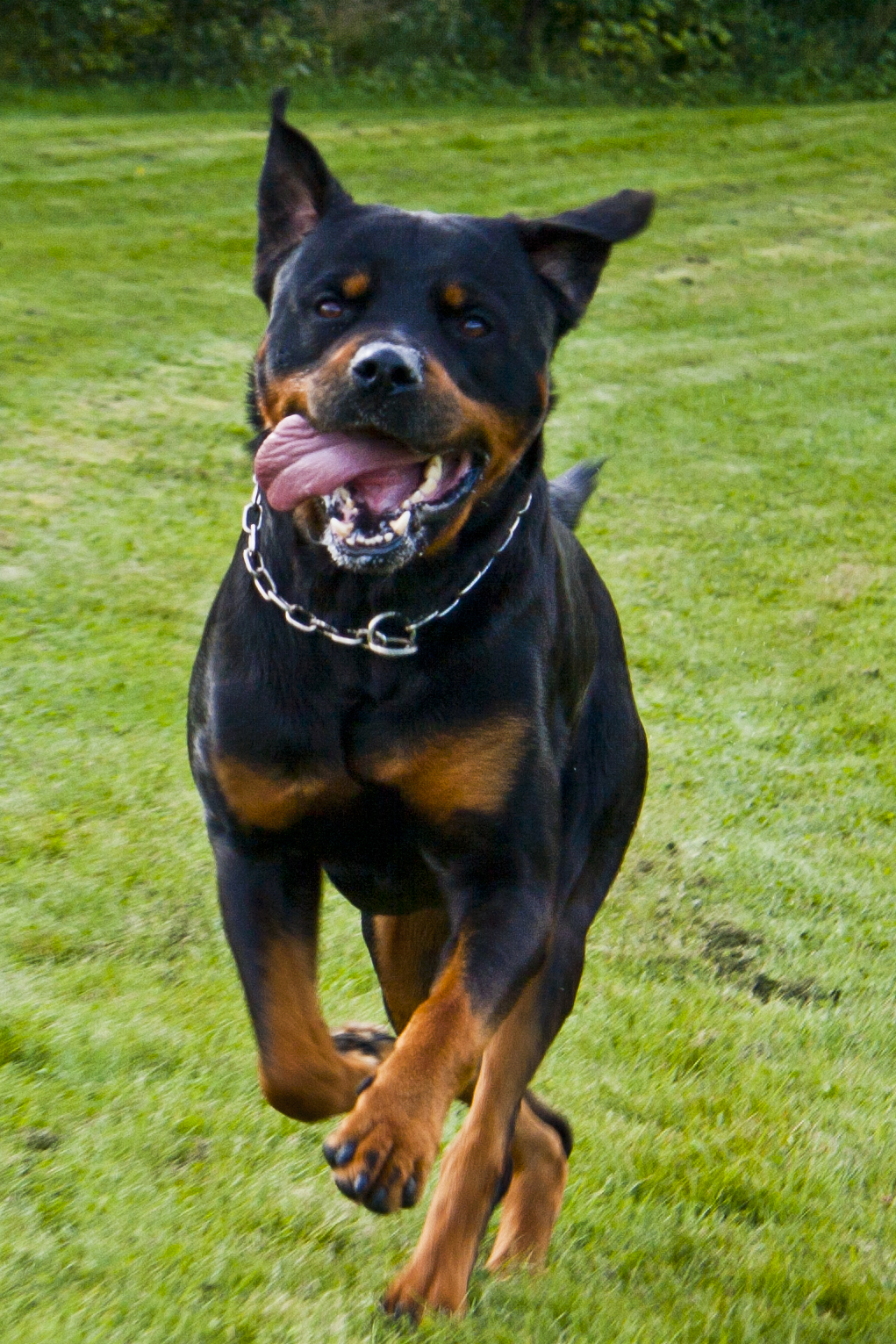
Một con chó rốt đang chạy

- Sự chắc chắn: Sự quyết tâm của giống chó Rottweiller tốt. Trải qua hàng thế kỷ được nuôi dưỡng để thực hiện các nhiệm vụ khác nhau, người ta đã phát triển các giá trị trong bản thân cũng như đầy đủ các tố chất để làm việc. Chúng cần một người chủ thực sự, cứng rắn và kiên định, điều khiển. Chúng không chịu phục tùng hoàn toàn đối với những sự ép buộc và không công bằng. Đối với người chủ mà chúng tin tưởng và kính trọng, chúng sẽ tuân thủ với một sự nhiệt thành.
- Sự trung thành: Sự cống hiến của Rottweiller cho gia đình chủ là một việc rõ ràng, không nghi ngờ. Chúng có bản năng tiềm tàng là bảo vệ cho ngôi nhà và gia đình nhà chủ. Nhưng một trong những mong muốn lớn của chúng là cùng được tham gia vào các hoạt động cùng với gia đình chủ. Khi liên tục bị xích hoặc nhốt riêng, các vấn đề không tốt về hành vi, tính cách của chúng sẽ có xu hướng phát triển.
- Sự mạnh mẽ: Sự quyết tâm, sự cứng rắn và ổn định về thể trạng và tinh thần của Rottweiller cao. Như một lẽ đơn giản, chúng là một giống chó luôn có độ tin cậy về sự dẻo dai, mạnh mẽ, cả về sức mạnh thể chất lẫn sự ổn định về thần kinh. Chúng luôn xuất hiện như một sự cảnh báo, với đầy sức lực và không sợ hãi. Sức mạnh và năng lượng của chúng đã tạo ra bản năng chăn lùa bầy gia súc của chúng trong quá khứ, khi đó, chúng luôn đi theo bầy gia súc để ép buộc và thống trị chẳng hạn như tìm và đối mặt với những con bò đực thống lĩnh trong bầy, sử dụng sức mạnh và bộ răng để đe dọa và kiểm soát bầy gia súc.
- Sư độ lượng: Sau những trận chiến dữ dội, Rottweiller không nhớ sự đe dọa đã được bỏ đi hoặc bị khống chế. Chúng không có sự thù hằn, đố kỵ hoặc oán giận. Đặc tính này làm chúng trở thành một giống chó bảo vệ và thể thao lý tưởng.
- Thần kinh tốt: Với bản chất tốt, cơ bản là trầm tính, thích trẻ nhỏ, chúng có khả năng chịu đựng các tác động về thần kinh và đau đớn về thể chất của chúng dẫn đến kết quả là chúng sẵn dàng duy trì trạng thái ngồi và xem mà không có phản ứng nông nổi hay hung dữ. Chúng cũng sẵn sàng chấp nhận những bàn tay nghịch ngợm của trẻ nhỏ. Tuy nhiên, chúng có xu hướng tránh sang một bên nếu chúng nhận được những trò đùa thô bạo của những đứa trẻ trong gia đình.
- Không sợ hãi: Một đặc điểm nổi bật và giá trị của Rottweiller là sự dũng cảm trong bản năng của chúng. Chúng không dễ bị đe dọa, và thực sự sẵn sàng đối mặt với thử thách. Nếu chúng cảm thấy đang ở trong trạng thái không yên tâm, chúng sẽ báo hiệu bằng những tiếng Gừ hoặc sủa. Nếu sự cảnh báo của chúng không được để ý tới, chúng không ngại có phản ứng mạnh hoặc chiến đấu.
- Tinh thần chiến đấu: Tính chiến đấu của Rottweiller đã được nâng cao. Trong bảo vệ, chúng tìm ra những cách chiến đấu để chiến thắng chứ không chọn cách chạy thoát khỏi những mối đe dọa. Tuy nhiên, khả năng chiến đấu thực sự của Rottweiller không nằm ở chỗ chống lại sự đe dọa của kẻ địch. Chúng nhìn các đối thủ của chúng như những kẻ địch mà chúng cần phải đánh bại hơn là sợ hãi tới mức phải chạy trốn. Chúng chiến đấu với sức mạnh và tinh thần phải chiến thắng.

## Tập tính
Rottweiler là giống chó rất điềm tĩnh, dễ dạy dỗ, can đảm và tận tuỵ đối với chủ nhân và gia đình chủ. Chúng có tính cách rất đáng tin. Với bản năng bảo vệ, chúng luôn bảo vệ gia chủ một cách tốt nhất. Là những con chó chiến đấu, chúng có khả năng chịu đựng được các vết thương. Tuy vậy, cần phải nuôi dạy chó Rot một cách chuyên nghiệp vì chúng có thể trở thành giống chó hung dữ rất nguy hiểm. Nếu dạy dỗ đúng cách, chúng sẽ trở nên một người bảo vệ trung thành, một người bạn đáng yêu và dễ chịu.
Chó rottweiler còn là một người bạn có thể đồng cảm và giúp đỡ con người vượt qua được những chấn thương tâm lý, làm giảm căng thẳng trong công việc, sự hiện diện của một chú Chó rottweiler giúp con người bớt căng thẳng và lo lắng hơn, giảm đi căn bệnh trầm cảm. Chó rottweiler có sự nhạy bén về thính giác có thể phát hiện bệnh động kinh có thể cảnh báo bệnh nhân động kinh trước khi cơn co giật xảy ra. Chúng sẽ cảnh bào con người bằng cách sủa để cảnh báo, giúp tránh xa các chất dị ứng. Chúng còn có thể chữa lành vết thương đơn giản bằng cách liếm, nước bọt của cả con người và loài Chó Rottweiler, có thể giúp kích thích các dây thần kinh, cơ bắp.
Vì có trọng lượng và kích thước lớn, chúng đòi hỏi người chủ phải thật khoẻ mạnh để thích ứng. Chó Rot theo bản năng là giống chó canh gác rất khôn ngoan và chắc chắn. Nhờ có trí thông minh chó Rot thường được sử dụng trong các ngành công an, quân đội, hải quan … Chính vì kích thước to lớn, chó Rot cần được dạy dỗ và luyện tập từ lúc còn non. Sự chăm sóc chu đáo sẽ tránh cho chúng trở nên hung dữ. Để cho chúng được phát triển toàn diện cần phải có sự chăm sóc thường xuyên cũng như sự hoà đồng với các cá thể khác.
Chúng có thể tỏ ra hung dữ với các con chó khác, vì vậy cần phải cho đeo rọ mõm khi đi ra nơi công cộng. Khi đã được nuôi dạy chu đáo, chúng sẽ trở nên người bạn chơi thân thiện với trẻ nhỏ. Cần phải cho chúng tiếp xúc với các súc vật nuôi khác khi chúng còn nhỏ. Thông thường người thân và bạn bè của chủ nhà sẽ được chúng đón tiếp niềm nở. Người lạ tốt nhất là không nên đến gần chúng. Hiện nay có 2 giống chó Rot: chó Rot Đức và chó Rot Mỹ. Chó Rot Đức thường được huấn luyện để trở thành chó nghiệp vụ, còn Rot Mỹ thường được nuôi dạy để sống trong điều kiện gia đình.
Chó Rott Đức có thể sống trong điều kiện căn hộ nếu có không gian dành cho nó tập luyện. Tuy vậy chúng tương đối thụ động trong không gian hẹp và thoải mái nhất khi ở không gian rộng như là sân vườn. Hoạt động của chúng rất cần có các hoạt động tích cực đòi hỏi thể lực. Chạy chơi ở trong rừng hay trên cánh đồng sẽ làm chúng rất thoải mái. Thích bơi lội hoặc chạy theo xe đạp. Ngoài ra còn rất thích chơi với bóng.

## Tiếng xấu
Rottweiler thỉnh thoảng có tiếng xấu vì cắn người. Bởi vì nó là chó lớn và mạnh, nên vết cắn có thể nguy hiểm. Đây là một giống chó dữ, rottweiler là giống chó có bản năng bảo vệ mạnh mẽ, luôn sẵn sàng bảo vệ gia chủ một cách dữ dội nhất. Tuy nhiên, phải nuôi dạy loài này một cách chuyên nghiệp và kiên trì, nếu không chúng sẽ trở nên hung dữ rất nguy hiểm.
Một cuộc nghiên cứu của Centers for Disease Control and Prevention, xem xét những vết thương mà bị chó cắn gây chết người ở Hoa Kỳ giữa năm 1979 và 1998, đưa tới kết luận, các loại chó như Pit Bull cũng như Rottweiler cộng lại gây hơn phân nửa tất cả các vết cắn chết người gây ra bởi chó. Một nghiên cứu ở Thụy Sĩ được công bố vào năm 2002 về vấn đề các vết thương vì bị chó cắn mà phải điều trị đưa tới kết quả, là loại chó Rottweiler so sánh về số lượng chó thường cắn người nhiều hơn là các loại chó khác. Trong một nghiên cứu của viện bảo vệ súc vật và về cách xử sự của thú vật của Đại học tự do Berlin cho thấy Rottweiler (sau Chó chăn cừu Đức) có nhiều ứng xử không bình thường.
Rottweiler ở vài bang Đức bị đưa vào danh sách chó, mà bị giới hạn nuôi giữ. Vì một thống kê trong đại hội các thành phố vào năm 1997, Rottweiler kể từ ngày 1 tháng 2 năm 2002 bị xếp vào danh sách loại 2 những loại chó đấu ở Bayern và ở một số bang loại chó này phải bị kiểm soát tánh tình trước khi được nuôi. Ở Áo Rottweiler cũng bị đưa vào danh sách chó giới hạn ở Hạ Áo và Viên. Ở Thụy Sĩ 12 trong số 13 Kantone, Rottweiler cũng bị đưa vào danh sách, việc nuôi loại chó này phải xin phép. Ở Genève (bang) và Valais (bang) loại chó này bị cấm không được giữ, gây giống và nhập cảnh vào.